# Червоная Чагаровка
Червоная Чагаровка (укр. Червона Чагарівка) — село в Каменец-Подольском районе Хмельницкой области Украины.
Население по переписи 2001 года составляло 152 человека. Почтовый индекс — 32370. Телефонный код — 3849. Занимает площадь 2,297 км².

## Местный совет
32370, Хмельницкая обл., Каменец-Подольский р-н, с. Колыбаевка